# Yonago (Tottori)

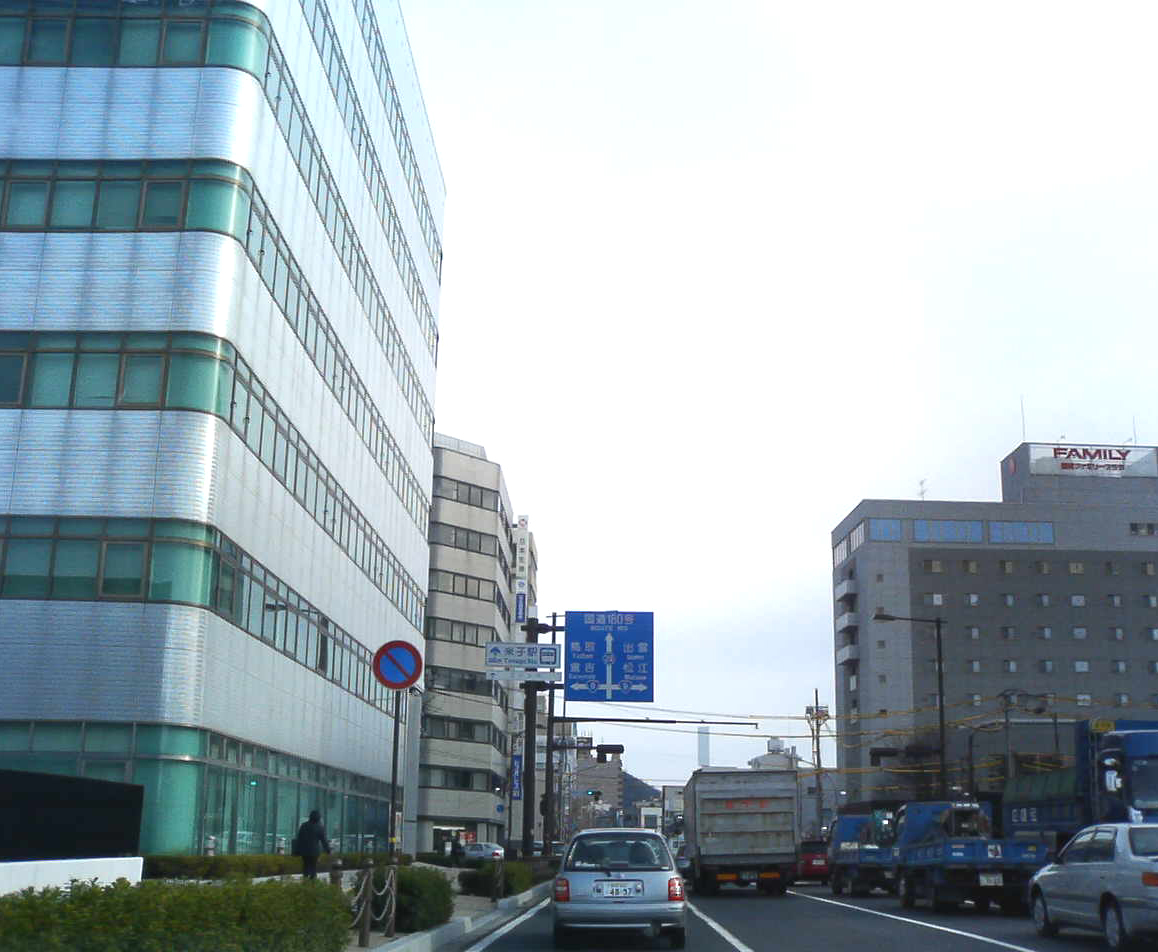
Centro de la ciudad.

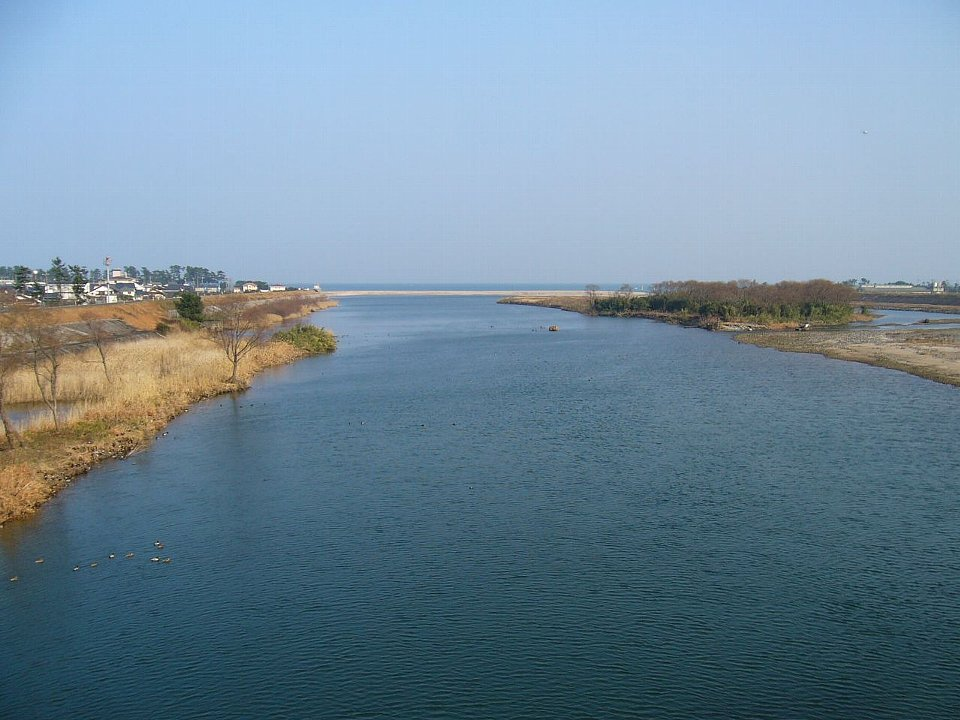
Río Hino.

Yonago (米子市 Yonago-shi?) es una ciudad localizada en la prefectura de Tottori, Japón. En junio de 2019 tenía una población estimada de 147.633 habitantes y una densidad de población de 1.115 personas por km². Su área total es de 132,42 km².

## Historia
La ciudad fue fundada el 1 de abril de 1927. Su territorio creció al absorber diversos pueblos y villas (uno en 1935, uno en 1936, tres en 1938, dos en 1953, ocho en 1954, uno en 1956, uno en 1968 y en 2005 con la absorción del pueblo de Yodoe).

## Geografía
Al oeste se ubica la península de Yumigahama (que comparte con la ciudad de Sakaiminato al oeste) que divide la bahía de Miho, en las costas del mar de Japón, con el Nakaumi. Al sur se ubican las principales elevaciones de la ciudad. La villa de Hiezu se encuentra rodeada por la ciudad de Yonago y en el límite de ambas se ubica la desembocadura del río Hino.

### Localidades circundantes
- Prefectura de Tottori
  - Sakaiminato
  - Daisen
  - Nanbu
  - Hōki
  - Hiezu
- Prefectura de Shimane
  - Yasugi

## Demografía
Según los datos del censo japonés, esta es la población de Yonago en los últimos años.
| Año del censo | Población |
| ------------- | --------- |
| 1995          | 143.856   |
| 2000          | 147.837   |
| 2005          | 149.584   |
| 2010          | 148.271   |
| 2015          | 149.313   |
| 2020          | 147.317   |

## Sitios de interés
- Kaike-onsen
- Ruinas del Castillo Yonago
- Santuario Ōgamiyama
- Museo de Historia de San'in
- Museo de Arte de la Ciudad de Yonago

## Ciudades hermanadas
- Sokcho, Corea del Sur